# Biodiesel
Il biodiesel è un biocombustibile, cioè un combustibile ottenuto da fonti rinnovabili quali oli vegetali e grassi animali, analogo al gasolio derivato dal petrolio.

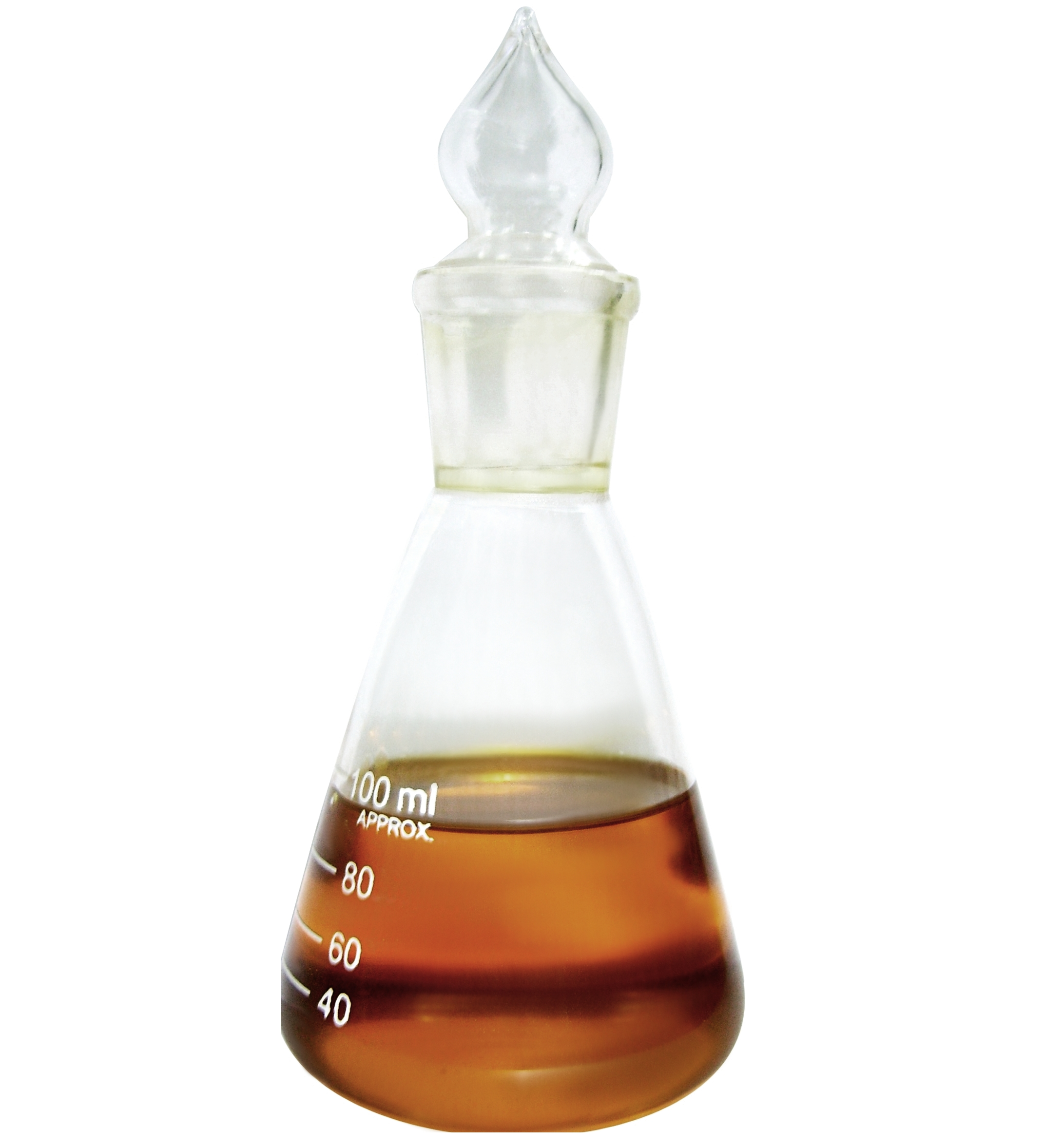
Un campione di biodiesel

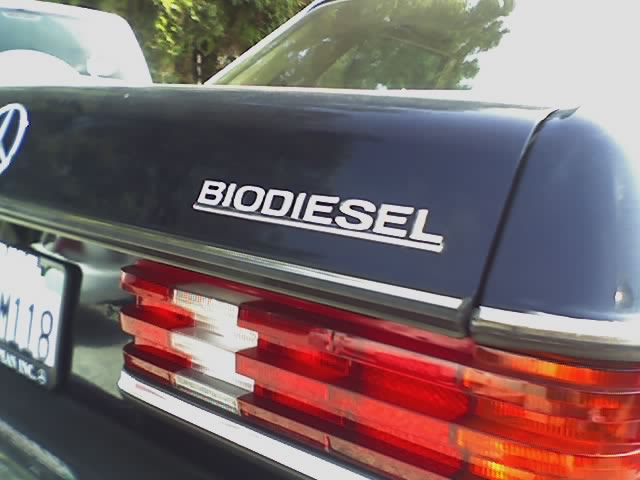
I vecchi motori Diesel Mercedes sono famosi per l'utilizzo con biodiesel

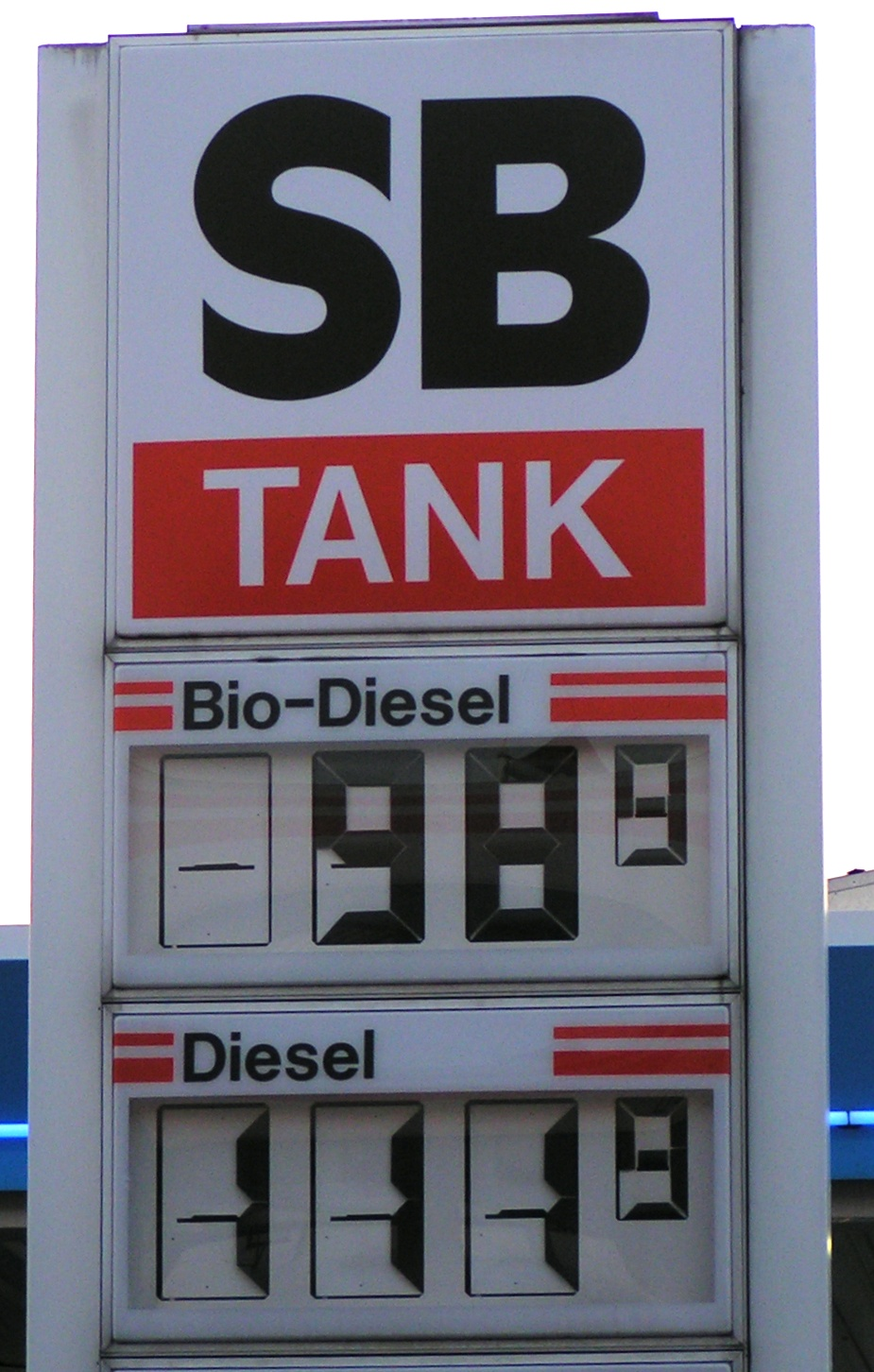
In alcuni paesi il biodiesel è meno costoso del diesel convenzionale

Non consiste in un olio vegetale puro e semplice, come ad esempio l'olio di colza, bensì è il risultato di un processo chimico (transesterificazione di oli vegetali con alcol etilico o metilico) a partire da questi o altri componenti biologici.

## Storia
La transesterificazione dell'olio vegetale era stata condotta già nel 1853, dallo scienziato Patrick Duffy, molti anni prima che il primo motore Diesel diventasse funzionale ma nello stesso anno in cui Barsanti e Matteucci inventarono il primo motore a combustione interna. Il primo modello di Rudolf Diesel, un singolo cilindro in ferro di 3 metri con un volano alla base, funzionò per la prima volta ad Augusta (Germania) il 10 agosto 1893. In ricordo di questo evento, il 10 agosto è stato dichiarato Giornata Internazionale del Biodiesel. Diesel successivamente presentò il suo motore all'Esposizione Mondiale di Parigi del 1898. Questo motore rimase come esempio della visione di Diesel, poiché era alimentato da olio di arachidi — un biocombustibile, anche se non strettamente biodiesel, in quanto non era transesterificato. Diesel credeva che l'utilizzo di un combustibile ottenuto dalla biomassa fosse il vero futuro del suo motore. In un discorso del 1912 disse: «L'uso di oli vegetali per il combustibile dei motori può sembrare insignificante oggi, ma tali oli possono diventare, nel corso del tempo, importanti quanto i derivati dal petrolio e dal carbone dei nostri giorni».
Nel corso degli anni 1920, i produttori di motori Diesel modificarono i loro propulsori per sfruttare la minore viscosità del combustibile fossile (petrodiesel) a scapito dell'olio vegetale. Le industrie petrolifere furono in grado di far breccia nel mercato dei carburanti perché il loro prodotto era più economico da produrre rispetto alle alternative ricavate dalla biomassa. Il risultato fu, per molti anni, la quasi completa eliminazione dell'infrastruttura di produzione del combustibile di biomassa. Solo recentemente le preoccupazioni circa l'impatto ambientale e la diminuzione della differenza di costo hanno reso i carburanti di biomassa un'alternativa valida.
Dal 1978 al 1996, il National Renewable Energy Laboratory (NREL) statunitense ha sperimentato l'uso delle alghe come fonte di biodiesel, nell'ambito dell'Aquatic Species Program. Le sperimentazioni del NREL, durate 16 anni, sono attualmente terminate in quanto il programma di ricerca non è stato ulteriormente rifinanziato. Sempre negli anni novanta, la Francia ha lanciato la produzione locale di biodiesel (nota localmente come diester) ottenuto dalla transesterificazione dell'olio di colza. Viene mischiato in proporzione del 5% nel normale combustibile diesel, e in proporzione del 30% nel combustibile diesel di alcune flotte di mezzi (trasporto pubblico). Renault, Peugeot e altri produttori hanno certificato dei motori da autocarro per l'utilizzo con questo biodiesel parziale., mentre sono in corso esperimenti per impiegare un biodiesel al 50%.

## Qualità del combustibile, specifiche e proprietà
Il biodiesel è un biocombustibile liquido, trasparente e di colore ambrato, ottenuto interamente da olio vegetale (colza, girasole o altri), con una viscosità simile a quella del gasolio per autotrazione ottenuto per distillazione frazionata del petrolio grezzo.
Per l'identificazione delle miscele si ricorre alla siglatura BD (analoga alla BA per le miscele contenenti bio-alcol). Al biodiesel puro viene assegnata la sigla BD100, mentre le miscele vengono identificate con una sigla che incorpora un numero corrispondente alla percentuale di biodiesel contenuto (ad esempio, BD20 per un gasolio tagliato al 20% con biodiesel). Negli Stati Uniti la siglatura è simile, ma senza la D (B100, B20, B50, eccetera).
Le specifiche internazionali standard per il biodiesel sono fissate nella norma ISO 14214. Gli Stati Uniti fanno riferimento inoltre alla specifica ASTM D 6751. La Germania a un'apposita specifica DIN che identifica tre tipi di biodiesel:
- RME (esteri metilici dell'olio di colza - DIN E 51606)
- PME (esteri metilici di soli oli vegetali - DIN E 51606)
- FME (esteri metilici di grassi vegetali e animali - DIN V 51606)

Le specifiche fissano alcuni punti importanti nei processi di produzione del biodiesel:
- completezza della reazione
- rimozione del glicerolo
- rimozione del catalizzatore
- rimozione degli alcoli
- assenza di acidi grassi liberi

La conformità a queste caratteristiche viene generalmente verificata tramite gascromatografia.
Il combustibile ottenuto secondo questi livelli qualitativi risulta molto poco tossico; la dose letale LD50 è maggiore di 50 mL/kg, dieci volte superiore a quella del comune sale da cucina.
Il biodiesel può essere mescolato con il gasolio in ogni proporzione e impiegato nei moderni motori Diesel, anche se alcuni autoveicoli di fabbricazione meno recente possono subire una degradazione di tubi e giunti in gomma per via del maggior potere solvente rispetto al gasolio tradizionale: in questo caso, la gomma sciolta dal biodiesel può poi formare depositi o intasare le linee dell'alimentazione del veicolo. L'adozione di gomme più resistenti nei veicoli di recente fabbricazione (dal 1992 in poi) dovrebbe aver risolto questo inconveniente; inoltre, il maggior potere solvente del biodiesel aiuta a mantenere pulito il motore sciogliendo residui eventualmente presenti.
Poiché il biodiesel viene più spesso utilizzato in miscela con il gasolio di petrolio, ci sono meno informazioni e studi formali sugli effetti del biodiesel puro sui motori non modificati e sui veicoli attualmente in uso; tuttavia non ci si attendono particolari problemi nell'utilizzo del biodiesel puro con i motori attuali, quantomeno finché tutte le parti del motore siano compatibili con il suo maggior potere solvente.
In qualsiasi motore Diesel può essere utilizzato biodiesel puro (BD100 o B100), anche se più comunemente viene utilizzato gasolio con concentrazioni inferiori di biodiesel. Usato come additivo al gasolio, ne migliora il potere lubrificante. In alcune zone è richiesto l'uso di gasolio a bassissimo contenuto di zolfo, che riduce la naturale viscosità e lubrificazione del combustibile poiché sono stati rimossi lo zolfo e certe altre sostanze. Per far sì che scorra propriamente nei motori sono richiesti degli additivi, e il biodiesel è una popolare alternativa. Concentrazioni fino al 2% (BD2 o B2) si sono mostrate in grado di restituire la lubrificazione. Inoltre, molte municipalità hanno iniziato a usare il biodiesel al 5% (BD5 o B5) nei mezzi per la rimozione della neve e in altri sistemi.
Il punto di fusione del biodiesel è influenzato dalla natura e dalla quantità di esteri che contiene. Tuttavia, la maggior parte dei biodiesel prodotti - compreso quello ottenuto dall'olio di soia - hanno un punto di fusione superiore a quello del gasolio; ciò rende necessario soprattutto nelle zone a clima rigido, il riscaldamento dei serbatoi di stoccaggio.
Il biodiesel ha un numero di cetano superiore a quello del gasolio, si incendia quindi più facilmente quando viene iniettato nel motore. Rispetto al gasolio, non è esplosivo, con un flash point posto a 150 °C per il biodiesel rispetto ai 64 °C del gasolio. Contrariamente al gasolio, è biodegradabile e non tossico, e riduce significativamente le emissioni tossiche quando viene bruciato come combustibile.

## Impatto ambientale
Dal punto di vista ambientale, il biodiesel presenta alcune differenze rispetto al gasolio:

### Vantaggi
- Rispetto al gasolio, riduce le emissioni nette di monossido di carbonio (CO) del 50% circa e di diossido di carbonio del 78,45%[senza fonte], perché il carbonio emesso durante la sua combustione è quello che era già presente nell'atmosfera e che la pianta ha fissato durante la sua crescita e non, come nel caso del gasolio, carbonio che era rimasto intrappolato in tempi remoti nella crosta terrestre. Vanno tuttavia considerati i consumi energetici in fase di coltivazione della materia prima, della lavorazione e del trasporto.
- Praticamente non contiene idrocarburi aromatici; le emissioni di idrocarburi aromatici ad anelli condensati (es: benzopireni) sono ridotti fino al 71%.
- Non ha emissioni di diossido di zolfo (SO2), dato che non contiene zolfo.
- Riduce significativamente le emissioni di fuliggine (fino a circa il 50%), ma la percentuale di particolato nocivo rimane simile a quella del gasolio derivante da oli minerali[5]
- Riduce l'emissione di polveri sottili fino al 65%.[senza fonte]

### Svantaggi
- Produce più emissioni di ossidi di azoto (NOx) del gasolio, inconveniente che può essere contenuto riprogettando i motori Diesel e dotando gli scarichi di appositi catalizzatori.

Conseguenze negative socio-ambientali:
- Utilizzo di terre coltivabili non per alimentare la popolazione ma per alimentare le macchine.
- Innalzamento del prezzo delle materie prime soprattutto nei paesi del terzo mondo. Fra i problemi quello di creare insicurezza alimentare.
- Se le tecniche di coltivazione sono monocolturali questo riduce la biodiversità, aumenta l'erosione del suolo e il rischio di insetti e batteri che distruggano le coltivazioni.

### Critiche
Il settore dei biocarburanti continua a far registrare tassi di crescita a due cifre ed è sempre più al centro degli accordi geopolitici internazionali. Parallelamente si innalzano però anche altre questioni: l'impatto della diffusione delle monocolture agroenergetiche sulla biodiversità e nei confronti delle altre produzioni alimentari. Il coordinatore per l'energia della FAO, Gustavo Best osserva che, in caso di crescita incontrollata del settore, gli elevati profitti della nuova filiera potrebbero indurre un esodo di massa degli operatori e un conseguente deficit nella produzione alimentare locale. Un rischio particolarmente elevato nei paesi in via di sviluppo del terzo e del quarto mondo.
Diversi economisti ritengono che la produzione di biocarburanti possa influire negativamente sulla fame nel mondo, in quanto sottrae terreni fertili alla coltivazione di cereali, che costituiscono la base del nutrimento delle popolazioni dei paesi poveri, che basano la loro economia sul settore primario.
Nel mondo c'è una disponibilità di terreno agricolo di 0,11 ettari pro capite (fonte FAO) che sono insufficienti per produrre cibo per 7 miliardi di persone, sostenere l'allevamento intensivo di bovini (ogni anno un terzo dei cereali prodotti nel mondo vengono utilizzati per nutrire bestiame) e produrre biocarburanti per una significativa quantità di veicoli.
Le coltivazioni nei terreni semi-aridi e desertici con le tecnologie che ci saranno nel futuro può sostenere una coltivazione di piante con le quali produrre biocarburanti, specialmente laddove i governi si impegnino nell'applicazione di soluzioni innovative per lo sviluppo sostenibile.
Intanto l'indice FAO del prezzi dei generi alimentari di prima necessità ha raggiunto il suo massimo storico (2010) e anche per questo nel 2011 nel Nordafrica sono scoppiate numerose rivolte.

## Produzione

### Sintesi chimica
Chimicamente il biodiesel è un combustibile composto da una miscela di esteri alchilici di acidi grassi a lunga catena. Un processo di transesterificazione dei lipidi viene usato per convertire l'olio base nell'estere desiderato e per rimuovere gli acidi grassi liberi. Dopo tale procedimento, contrariamente al semplice olio vegetale, il biodiesel possiede proprietà di combustione e viscosità simili al gasolio ricavato dal petrolio e può sostituirlo nella maggior parte dei suoi impieghi.
Il processo produttivo più diffuso impiega metanolo per produrre esteri metilici; tuttavia può essere usato anche l'etanolo, ottenendo così un biodiesel composto da esteri etilici. Come sottoprodotto, dal processo di transesterificazione si ottiene il glicerolo.

Reazione di trans-esterificazione di un grasso con metanolo; R è una catena lineare generalmente lunga da 16 a 22 atomi di carbonio la cui esatta struttura dipende dalla specie vegetale o animale. Il primo prodotto indicato è il glicerolo, il secondo è il generico estere metilico che costituisce il biodiesel.

### Oli base

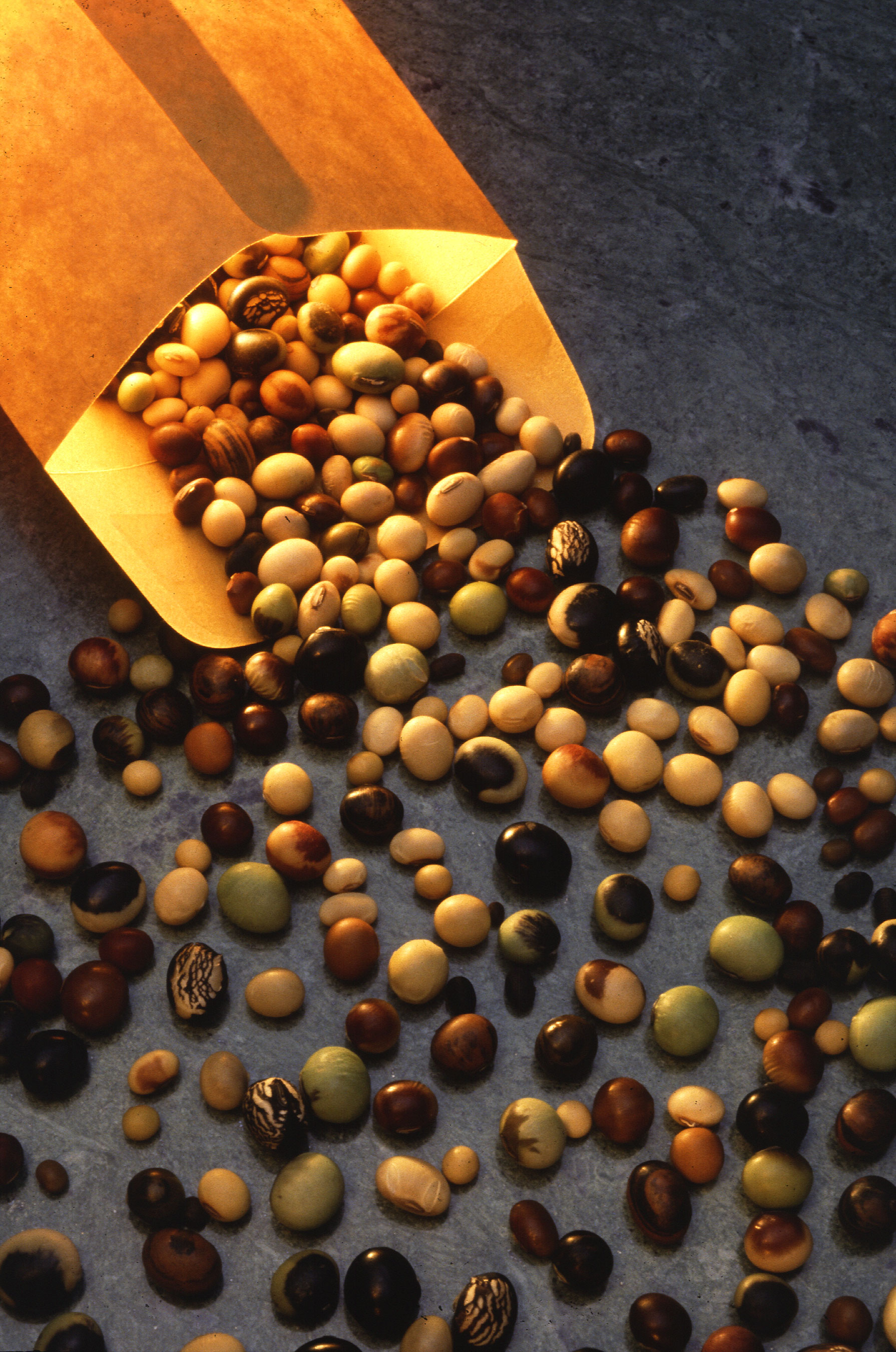
I semi di soia possono essere lavorati per produrre biodiesel

Una varietà di biolipidi può essere usata per produrre il biodiesel. Tra questi troviamo:
- Oli vegetali vergini; L'olio di colza o di soia è quello più comunemente usato, anche se altre coltivazioni come canapa, senape, olio di palma e alghe sono considerati potenzialmente efficaci;
- Olio vegetale di scarto;
- Grassi animali.

Molti sostenitori suggeriscono che l'olio vegetale di scarto sia la miglior fonte di olio per la produzione del biodiesel. Comunque, le forniture disponibili sono decisamente meno della quantità di combustibile derivato dal petrolio che viene bruciato per i trasporti e il riscaldamento domestico in tutto il mondo. Secondo l'Environmental Protection Agency (EPA) degli Stati Uniti, i ristoranti degli USA producono circa 13,6 milioni di litri (3 milioni di galloni) di olio da cucina di scarto all'anno, mentre ad esempio in Italia si consumano annualmente 39 miliardi di litri di gasolio e benzina.
Anche se è economicamente vantaggioso usare gli oli vegetali di scarto per produrre il biodiesel, è ancor più profittevole utilizzarli per convertirli in prodotti come il sapone. Perciò, la gran parte degli oli vegetali di scarto non viene gettato in discarica, ma usato per altri scopi. I grassi animali hanno limitazioni simili nella disponibilità, e non sarebbe efficiente allevare animali solo per il loro grasso. Comunque, produrre biodiesel con grassi animali che altrimenti verrebbero scartati potrebbe sostituire una piccola percentuale del gasolio di petrolio.
Per avere una fonte veramente rinnovabile di olio, dovrebbero essere considerate coltivazioni apposite. Le piante utilizzano la fotosintesi per convertire parte dell'energia del sole in energia chimica. Parte di questa energia chimica viene immagazzinata nel biodiesel e rilasciata quando bruciata. Ne risulta che le piante potrebbero fornire una fonte sostenibile per la produzione di biodiesel. Ecco una stima della produzione media di alcune piante (in metri cubi per chilometro quadrato):
- Soia: da 40 a 50
- Senape: 130
- Colza: da 100 a 140
- Olio di Palma: 610
- Alghe: da 1 000 a 2 000

La coltivazione di alghe unicellulari per estrarre olio per biodiesel non è stata ancora intrapresa commercialmente, ma studi condotti per stimarne l'efficacia sono arrivati a indicare rese per l'Italia di 10-20 tonnellate annue di olio vegetale puro per ettaro e quindi di biodiesel. Varietà specialmente selezionate di senape possono produrre quantità di olio ragionevolmente elevate, e hanno il valore aggiunto di poter utilizzare alcuni scarti della produzione come fitofarmaci biodegradabili.
I baccelli di soia non sono una fonte efficiente per la produzione di biodiesel, ma, dato che negli Stati Uniti c'è ampia disponibilità di soia, che viene utilizzata per usi alimentari anche dopo l'estrazione dell'olio, la soia è diventata la fonte primaria di biodiesel.
Ci sono filoni di ricerca per trovare coltivazioni con una rendita di olio più elevata, ma con le tecniche attuali vaste aree di terreno dovrebbero essere messe in produzione per ottenere abbastanza olio con cui sostituire l'utilizzo attuale dei combustibili fossili, entrando in competizione con le coltivazioni alimentari o comunque esponendo ulteriori aree di terreno all'erosione e al rischio di desertificazione.

### Produzione domestica

#### Con olio di semi
L'uso prolungato dell'olio di semi in motori Diesel non predisposti o modificati comporta pertanto un grave danneggiamento dell'impianto di iniezione (pompa e iniettori, sui quali vengono lasciati depositi carboniosi, morchie o gomme). Tuttavia, se si usa una miscela di olio vegetale in percentuale ridotta rispetto al gasolio, i rischi per pompa e iniettori si riducono notevolmente e il motore può funzionare per molte decine di migliaia di chilometri senza alcun problema; normalmente si consigliano percentuali di olio di semi opportunamente trattato miscelandolo col gasolio da petrolio in quote non superiori al 5% (1 litro di olio di semi ogni 20 litri di gasolio). Ma c'è anche chi ritiene, come Roberto Landini, presidente di Confartigianato riparazioni, che anche quote sino al 30% di olio di semi di colza alimentare non trattato per motori a combustione non danneggino il motore. Il vero problema è che utilizzare oli diversi dal gasolio costituisce un'evasione fiscale, in quanto la convenienza sta tutta nel fatto che l'olio vegetale a scopi diversi dall'autotrazione non paga l'accisa sul gasolio, essendo altrimenti il gasolio da petrolio meno costoso anche agli attuali prezzi del petrolio (circa 56 dollari al barile [56,64$ aggiornato al 22/07/2015]; prezzo medio del gasolio: 1,461 €/L); un altro problema è che le case produttrici di automobili, legate a filo doppio alle società petrolifere, potrebbero contestare la garanzia prestata per i motori se si appurasse che il motore è stato alimentato con un carburante diverso da quello prescritto (cioè il gasolio in regolare vendita).
L'unico modo di portare l'olio vegetale a valori di viscosità paragonabili al gasolio è una reazione di transesterificazione (ossia di trasformazione di un estere in un altro estere) che spezzi le molecole dei trigliceridi componenti l'olio in catene più piccole e quindi più fluide: la molecola base del trigliceride originario, costituita da una molecola di glicerina e da tre molecole di acido grasso viene trasformata attraverso la transesterificazione (una molecola trigliceride "olio" + tre molecole metanolo) in tre molecole metilestere + una molecola glicerina. Tale processo è utilizzato industrialmente per la produzione di biodiesel, il cui nome tecnico è EMV (estere metilico vegetale). Il procedimento prevede l'utilizzo di alcol metilico assoluto (cioè metanolo), come reagente e di soda caustica come catalizzatore che facilita la reazione. La reazione reale non è mai stechiometrica e tende a un suo equilibrio che obbliga a usare un eccesso di reagenti per ottenere una reazione completa.
La ricetta col metanolo prevede di seguire lo schema:
- x litri di olio fresco
- 0,2·x litri di metanolo
- 3,5·x grammi di soda caustica (NaOH, le proporzioni sono 0,2 litri di metanolo e circa 3,5 g di idrossido di sodio (NaOH) per ogni litro di olio fresco).

L'utilizzo di metanolo nella produzione domestica presenta però alcuni svantaggi, sia perché solitamente non ha origine biologica, sia perché è molto più tossico dell'etanolo. Con l'etanolo invece occorre utilizzare più catalizzatore (7 g/litro di soda caustica contro i 3,5 g/litro); ci vuole anche una maggiore quantità di alcol (27,5% contro il 20% dell'olio con il metanolo). Le modalità di processo prevedono che prima si mescoli l'alcol con il catalizzatore. Successivamente si uniscono la miscela e l'olio, a una temperatura tra i 35 e i 60 °C (optimum a 45-50 °C) agitando il tutto per circa un'ora.

#### Con olio di fritture
Nel caso si utilizzi come combustibile l'olio delle fritture è bene sottoporlo allo stesso procedimento. Con olii non troppo usati la dose totale di NaOH è circa 6,25 g/L. Occorre però un surplus di soda per eliminare residui di cibi e vapore d'acqua. Tale aliquota di soda è calcolabile con la titolazione.
Alla fine della reazione il biodiesel viene lavato con acqua per eliminare residui pericolosi per la salute del motore: acidi grassi liberi, mono- e di-gliceridi, saponi, metanolo e soda caustica, ecc.

## Efficienza ed economia
Attualmente i costi di produzione del biodiesel ne rendono talvolta competitivo il prezzo rispetto al gasolio, ma l'attuale produzione mondiale di grassi animali e oli vegetali necessari per produrlo non è sufficiente a rimpiazzare i combustibili fossili, se non in piccola parte. Alcuni gruppi ambientalisti paventano un massiccio aumento dell'uso di pesticidi e uno sfruttamento incontrollato del suolo per far fronte all'aumentata richiesta di oli vegetali da destinare alla produzione del biodiesel.

### Energia per unità di volume
Oltre alla valutazione del bilancio energetico per l'intero ciclo di vita del prodotto, dalla semina alla combustione, è rilevante notare che la densità di energia contenuta in un litro di biocombustibile è inferiore a quello del gasolio e pure della benzina tradizionale. In altre parole, con un litro di biocombustibile il rapporto consumi distanza percorsa è ben lontano dai 15–20 km/litro che è possibile fare con il gasolio normale. Sempre utilizzando un motore Diesel, a parità quindi di dispersioni in calore e percentuale di potenza trasmessa alle ruote, la potenza erogata dalla combustione di un litro di biocombustibile è minore di quella prodotta altrove. Il potere calorifico del biocombustibile è inferiore. Se sono inferiori le emissioni inquinanti per litro, è pur vero che per avere stessa velocità e prestazioni, servono una quantità maggiore di biocombustibile.
Il metano presenta un costo inferiore e una resa energetica decisamente più alta (è usato per il turbogas e la cogenerazione), mentre le emissioni inquinanti sono paragonabili.

### EROEI
Per valutare se il dispendio energetico per produrre un litro di biodiesel abbia senso (cioè se venga consumato meno di un litro di combustibile per produrre un litro di biodiesel), occorre rifarsi a concetti come l'EROEI (rapporto tra energia ottenuta (ricavata) e energia spesa (investita)).
Comunemente viene considerata come resa energetica (EROEI) del biodiesel un valore pari a circa 3: questo significa che dal puro punto di vista energetico con l'energia di un litro di biodiesel si ricavano dopo un anno di coltivazione tre litri di biodiesel. Esattamente non passa un anno per ottenere i tre litri di biodiesel partendo da un litro ma passa un numero di anni pari all'Energy Pay Back ratio del biodiesel.
Nell'EROEI non sono conteggiate le spese economiche ma sono solo computate le energie, quindi gli stipendi dei contadini non sono considerati. Un valore di resa energetica pari a 3 è un valore molto più basso dell'EROEI di un impianto eolico (20-30) o quello del petrolio (10-100) ma è un valore accettabile per le coltivazioni agricole.
Secondo uno studio elaborato dai dott. Van Dyne e Raymer per la Tennessee Valley Authority, la media degli agricoltori statunitensi consuma combustibile in misura di 82 litri per ettaro (8,75 galloni US per acro) di terreno per la produzione di un raccolto. Ma il petrolio necessario per le coltivazioni non è limitabile a quello usato dai trattori, è per questo che si usa il concetto di EROEI in modo da comprendere l'energia per fabbricare il concime chimico, gli antiparassitari, i diserbanti, per fabbricare i trattori, ecc.
Secondo lo stesso studio un raccolto standard americano di semi di colza produce olio per una media di 1 029 L/ha (110 US gal/acro), mentre una coltivazione degli stessi semi a resa elevata produce circa 1 356 L/ha (145,0 US gal/acro).
In Italia si parla di produzioni medie di biodiesel da colza e girasole pari a 966 litri per ettaro (850 kg/ha).
Dalla coltivazione di piante oleaginose si ricavano molti prodotti utili e importanti (proteine, biomassa per riscaldarsi, ecc.) che rendono utile la produzione di biodiesel oltre il valore del suo EROEI.
Il biodiesel da olio di palma potrebbe avere EROI migliori mentre quello delle micro alghe non è determinabile in quanto non esistono impianti che consentano il calcolo dell'EROEI. Si ricorda che l'EROEI viene calcolato sugli impianti esistenti.
Il ritorno energetico rispetto all'investimento è stato determinato pari a 3 in altri impianti nel caso del biodiesel.
L'articolo di David e Tad trascura però la produzione dal riciclo di materiali vegetali, ad esempio gli olii vegetali di scarto, gli scarti della lavorazione agricola, e via dicendo. In questo caso, il vantaggio è che lo smaltimento produce una materia prima, mentre se distrutti o stoccati rappresentano solo un costo, quindi qualunque guadagno, se pur piccolo, è meglio di nulla.

### Efficienza delle alghe
Studi su una specie di alga con un contenuto di olio che può arrivare al 50% hanno concluso che potrebbero bastare appena 28 000 km² del territorio statunitense (corrispondenti allo 0,3% del totale) per produrre il biodiesel necessario per sostituire tutto il combustibile da autotrazione che viene attualmente utilizzato nel paese. Altri studi hanno dimostrato che per sostituire l'intera importazione di petrolio americano (circa 12 milioni di barili al giorno) occorrono circa 36 milioni di ettari (360 000 km², 4% del territorio USA) considerando le rese migliori per le microalghe (20 000 litri di biodiesel per ettaro). Un ulteriore incoraggiamento arriva dal fatto che il terreno più adatto alla crescita delle alghe avrebbe caratteristiche di tipo desertico a forte irraggiamento solare, quindi con basso valore economico per qualunque altro utilizzo, e che si potrebbero utilizzare gli scarti agricoli e l'eccesso di CO2 prodotto dalle industrie per velocizzare la crescita delle alghe stesse.
Un recente documento di Michael Briggs del Biodiesel Group dell'Università del New Hampshire, offre stime per la sostituzione di tutto il combustibile per autotrazione con biobiesel, utilizzando alghe che hanno un contenuto di olio superiore al 50%.
I critici affermano che non vi è alcuna sperimentazione in larga scala sulle alghe, non sono note le malattie che le affliggono quando si ha una monocoltura estesa, non si hanno i costi dell'impianto per produrre il biodiesel da alghe. Nel campo della produzione agricola intensiva non si usa più il concime naturale e si è dovuto metter mano a costose ricerche, prodotti chimici contro i parassiti e per la concimazione. I critici si chiedono se per le alghe ci saranno analoghe o nuove necessità per avere alte rese.
In un documento del "National Renewable Energy Laboratory" americano si pubblicano alcuni inconvenienti delle micro alghe come il costo doppio rispetto al gasolio considerando ipotesi di produzione "aggressive", la necessità di fare gorgogliare CO2 nelle vasche, il problema di riscaldare le vasche di coltura nel deserto durante la notte e altri problemi. Comunque la produzione di olio e quindi di biodiesel è ottima e si parla di una quantità 30 volte maggiore rispetto alle oleaginose che crescono sul suolo.
Tale rapporto è una somma dei risultati raggiunti ed è stato fatto in quanto il DOE (Dipartimento dell'Energia) statunitense ha deciso di tagliare i finanziamenti per i progetti che riguardano il biodiesel da alghe dopo 16 anni di studi per dedicare i propri fondi a ipotesi più promettenti.
Una compagnia spagnola con sede in Gran Bretagna ha dichiarato di essere pronta per il 2007 a produrre in modo continuo olio da fitoplancton da trasformare in biodiesel, e afferma che dopo tre anni di ricerche è pronta per la produzione in quantità. Non sono noti i prezzi della materia prima prodotta.
La sorgente diretta del contenuto energetico del biodiesel è l'energia solare catturata dalle piante mediante la fotosintesi. L'efficienza della fotosintesi delle piante superiori si aggira sull'1 percento contro ad esempio un'efficienza del 12% e sperimentale del 50% dei pannelli fotovoltaici, mentre il rendimento osservato negli esperimenti con le alghe unicellulari è stato attorno al 6%, e teoricamente si ritiene non possa comunque superare l'11%. Questo significa che con il biodiesel migliore (quello ottenuto dalle alghe) ci vogliono estensioni di terreno superiori (doppi, tripli o quadrupli) di quelle necessarie ai pannelli fotovoltaici per ottenere la stessa quantità di energia. A differenza del fotovoltaico però il biodiesel ha il vantaggio di non produrre scorie (i pannelli sono fatti con materiali inquinanti), richiedono una tecnologia più sostenibile e non hanno le limitazioni di aleatorietà e non programmabilità della produzione tipici del fotovoltaico. Oltre a ciò i pannelli fotovoltaici hanno un maggiore costo di produzione, sia economico sia energetico.
Al momento molti studi di biologia e bioingegneria si stanno concentrando sul miglioramento della resa del biodiesel estratto dalle colture micoalgali. Le alghe del genere Nannochloropsis sono gli organismi modello di riferimento per questi studi.

## Disponibilità

### Produzione
Il biodiesel sta attirando l'interesse di compagnie orientate alla produzione finalizzata al commercio in larga scala, così come più in generale è successo per coloro che utilizzano il biodiesel di fabbricazione artigianale oppure direttamente l'olio vegetale (puro o di scarto) nei motori Diesel. Esistono molti tipi, aventi le più svariate caratteristiche, di bioraffinerie artigianali.
Di interesse per la produzione di biodiesel è il BTL (Biomass to liquid), cioè la trasformazione dei materiali di origine biologica in combustibile liquido. Da molti è ormai chiamato biodiesel di seconda generazione o SunDiesel, come l'ha chiamato l'azienda tedesca che ha messo a punto la nuova tecnologia (la Choren Industries).
La produzione di biodiesel, in Italia, è stata contingentata per il 2005 a 200 000 tonnellate, perché il costo di fabbricazione è più alto di quello del gasolio e per renderlo competitivo viene detassato. Aumenti di produzione già previsti per legge allo scopo di miscelarlo obbligatoriamente in piccolissime (ma crescenti) percentuali al gasolio di origine petrolifera, sono state poi stoppate dal governo Monti, che a scopo di risparmio di fondi pubblici ha ridotto dalle (già prima ridotte) 300 000 tonnellate previste per il 2013 a 200 000 tonnellate in sede di approvazione della legge finanziaria (statale) per l'anno 2013. Inoltre, le competenze in materia di biocarburanti sono state trasferite dal 01.01.2013 dal Ministero delle Politiche Agricole, Alimentari e Forestali al Ministero dello Sviluppo Economico, che le può esercitare anche tramite il Gestore Servizi Energetici (GSE). Il giorno 8 luglio 2013 il GSE ha reso noto la lista degli impianti di produzione di biocarburanti "premiati" con il contributo statale per l'anno 2013.

### Distribuzione
Un sempre maggior numero di stazioni di servizio sta rendendo il biodiesel disponibile ai consumatori e un numero crescente di grosse compagnie di trasporto usa una percentuale di biodiesel nel loro combustibile.
In Italia il biodiesel non è disponibile presso le stazioni di servizio; però può essere miscelato in raffineria al gasolio (fino al 7%) per migliorarne il potere lubrificante.
Negli USA il prezzo del gasolio senza le tasse (20%) era ad agosto 2005 pari a 84 dollari al barile (0,66 USD/L) mentre il biodiesel prodotto dall'agricoltura americana molto sovvenzionata dallo stato, ha un prezzo che nel 2001 era compreso escluse le tasse tra i 55 e i 63 dollari al barile (0,34-0,40 USD/L).
Secondo una fonte del 2004 del governo australiano, il biodiesel non sovvenzionato ha un costo di 97 dollari al barile (0,80 AUSD/gal). Visto che ad agosto 2005 il petrolio era a 58 dollari al barile si può calcolare in modo approssimativo che un prezzo del petrolio intorno ai 67 USD/bar porterebbe per gli americani in pareggio il prezzo del biodiesel non sovvenzionato e quello del gasolio. Questo tipo di discorsi sono validi se il biodiesel non regge il suo prezzo su quello del petrolio, cioè se i due prezzi sono indipendenti, cosa di cui gli esperti dubitano.
Il biodiesel è commercialmente disponibile nella maggior parte degli Stati produttori di olii vegetali degli Stati Uniti. Al momento è notevolmente più costoso del gasolio di origine fossile, tuttavia è ancora generalmente prodotto in quantità relativamente modeste (se confrontate con i prodotti del petrolio e con l'etanolo). Molti agricoltori che producono semi da olio usano per principio una miscela di biodiesel per trattori e macchinari, allo scopo di aiutare la produzione di biodiesel e stimolare l'opinione pubblica. Di norma è più facile reperire il biodiesel nelle aree rurali piuttosto che nelle città. Allo stesso modo, alcuni imprenditori agricoli e persone generalmente connesse alla produzione di semi da olio usano il biodiesel per ragioni legate alle relazioni pubbliche. Per il 2003 negli Stati Uniti sono state concesse riduzioni fiscali per l'uso del biodiesel. Nel 2002 quasi 3,5 milioni di galloni US (13 000 m³) di biodiesel prodotto commercialmente sono stati venduti negli Stati Uniti, in netto aumento rispetto al totale di 0,1 milioni di galloni US (380 m³) del 1998. A causa dell'innalzamento dei requisiti di controllo delle emissioni inquinanti e dei benefici fiscali, si prevede che l'utilizzo del biodiesel negli Stati Uniti aumenterà fino a 1 - 2 miliardi di galloni US (4 000 000 - 8 000 000 m³) entro il 2010. Il prezzo del biodiesel è sceso da una media di $3,50 per gallone US ($0,92/L) nel 1997 a $1,85 per gallone US ($0,49/L) nel 2002, ma rimane di solito più costoso del petrodiesel nei paesi produttori di petrolio (nel 2002, negli Stati Uniti, prima dell'introduzione della "road tax", il prezzo medio del gasolio era di circa $0,85 per gallone US, $0,22 al litro).

## Aspetti finanziari
Il prezzo del grano al quintale, della farina e cereali, in Europa e negli USA, sono fissati da un'autorità preposta che decide un prezzo politico; diversamente, la materia prima dei biocombustibili, ottiene un prezzo di mercato.
Banca Barclays ha in cantiere un progetto di apertura di un mercato dei futures sui biocombustibili, che andrebbe ad aggiungersi agli analoghi mercati già esistenti per il grano e cereali. Un mercato di questo tipo potrebbe svolgere sia effetti speculativi sia di stabilizzazione dei prezzi.
I biocombustibili sono prodotti standardizzati, di basso valore unitario e che divengono di ampio consumo: per questi aspetti sono paragonabili a una "commodity", che gode di un ampio mercato e forse in futuro di un prezzo stabile. L'incognita resta sull'offerta del prodotto, che per le commodity in generale eccede i fabbisogni.

## Un diverso approccio: l'utilizzo diretto per produzione di energia elettrica
Alcuni produttori italiani (veneti) di colza (agricoltori) hanno tentato un'altra soluzione, allo scopo di aumentare la redditività delle loro coltivazioni di colza: provvedono in proprio alla spremitura e filtrazione dell'olio di colza e poi lo utilizzano per alimentare dei motori Diesel modificati per un uso continuo dell'olio di colza, con l'ulteriore vantaggio di non dover trattare l'olio di colza per consentirne l'uso per l'alimentazione umana e senza dimenticare che Rudolf Diesel inventò il proprio motore proprio per funzionare con oli vegetali, ponendolo come alternativa al petrolio. Tali motori (Diesel modificati alimentati a olio di colza) tuttavia, anche allo scopo di evitare la lunga trafila necessaria e i continui controlli sui prodotti destinati all'autotrazione o alla vendita al pubblico, nonché il problema delle accise, (tali motori) sono utilizzati solo come forza motrice per generatori di energia elettrica, cioè per la produzione di energia elettrica da fonte rinnovabile (olio vegetale) e quindi possono usufruire anche dei generosi contributi statali diretti ad agevolare la produzione di energia elettrica da fonte rinnovabile. Il meccanismo studiato è questo: il consorzio di agricoltori consegna e installa presso altre aziende agricole o abitazioni in zone prevalentemente rurali (il funzionamento costante giorno e notte del motore Diesel è abbastanza rumoroso, pur se schermato) dei motori Diesel modificati per essere alimentati solo a olio di colza, motori collegati da un lato a un generatore di elettricità che funziona costantemente giorno e notte tutto l'anno e dall'altro a una cisterna di olio di colza sufficiente per alimentare il motore per un lungo periodo (da tre mesi a un anno), offrendo in corrispettivo a chi ospita il piccolo impianto l'uso gratuito dell'acqua calda derivante dal circuito di raffreddamento dei motori nonché cedendo una piccola quota dell'energia prodotta a scopo di autoconsumo, mentre la restante parte dell'energia elettrica prodotta viene ceduta al gestore dell'energia elettrica (di regola ENEL) con l'incasso, oltre che del prezzo dell'energia fornita, anche (soprattutto) dei generosi incentivi spettanti per l'energia elettrica derivante da fonti rinnovabili. Tali incentivi sono correlati solo alla quantità di energia elettrica prodotta tramite fonti rinnovabili, ma in verità l'energia così prodotta è più appetibile per il distributore di energia elettrica perché prodotta in misura costante tutti i giorni e tutto l'anno (come anche l'energia di origine geotermica o da biomasse), mentre le altre fonti di produzione di energie rinnovabili (pannelli solari o eolico) hanno il difetto che la produzione non è per nulla costante (e ovviamente cessa del tutto nelle ore notturne per i pannelli solari), costringendo così il distributore di energia elettrica a dover sopportare il costo di mantenere in temperatura e pronte alla produzione delle centrali termiche per sopperire al momento in cui l'energia eolica o da pannelli solari cessa.

## Possibili sviluppi futuri: le biotecnologie
La produzione del biodiesel ovvero, diversamente dal biodiesel, di un gasolio non solo di origine biologica, ma anche ottenuto con processi biologici, potrebbe modificare le prospettive future, introducendo un gasolio di produzione interamente biologico prodotto per via biologica/biochimica. Infatti uno scienziato inglese, il professor John Love, che insegna biologia e dirige il laboratorio di ricerca in biotecnologie vegetali presso l'Università di Exeter nella contea del Devon (UK), a esito di una ricerca svoltasi nel 2011/2012 e finanziata anche dalla famosa compagnia petrolifera Shell, ha ottenuto conferma nel giugno 2013 della producibilità di gasolio praticamente identico a quello di origine dal petrolio fossile tramite l'utilizzo di batteri geneticamente modificati, alimentati con sostanze zuccherine o zucchero, producendo in tal modo in laboratorio gasolio direttamente utilizzabile da solo per l'alimentazione di motori Diesel attualmente in uso comune. La ricerca è stata avvalorata da conferme nel mondo scientifico. La nuova biotecnologia di produzione funziona così: partendo dal fatto che molti batteri sono capaci di trasformare le sostanze loro date come nutrimento in altre sostanze chimiche, tramite l'ingegneria genetica si trasforma il comportamento di un essere vivente cambiandogli il codice genetico, cioè il libretto di istruzioni sul quale è codificata ogni singola funzione e processo biologico di quell'essere, realizzando così incroci di specie che non potrebbero avvenire in natura. In questa maniera il prof. John Love e i suoi collaboratori hanno ottenuto batteri speciali, capaci di nutrirsi di zucchero e di produrre, quale "scarto" del loro processo di "digestione" dello zucchero, gasolio. Per ottenere questo risultato, si è incrociato il DNA del batterio Escherichia coli con quello del batterio Photorhabdus luminescens e del batterio Nostoc Puntiforme. Il processo di produzione si svolge in speciali contenitori, definiti "reattori", in modo da poter garantire una separazione tra i batteri stessi e l'ambiente circostante, in modo da evitare qualsiasi contaminazione, sia con l'ambiente sia con le persone: il batterio Escherichia coli staziona infatti anche nell'intestino umano e in alcune varianti si è rivelato, anche nel recente passato, pericoloso per la salute.